# Poomphat Sarapisitphat
Poomphat Sarapisitphat (thailändisch ภูมิพัฒน์ สราพิสิทธิ์ภัทร, * 10. November 1988 in Songkhla), ehemals Meedech Sarayuthpisai (thailändisch มีเดช สรายุทธพิสัย) ist ein thailändischer Fußballspieler.

## Karriere
Poomphat Sarapisitphat spielte von mindestens 2017 bis 2019 bei Thai Honda Ladkrabang in Bangkok. Vorher spielte er beim Songkhla FC, Bangkok FC und BEC Tero Sasana FC. 2017 spielte Thai Honda in der ersten Liga des Landes, der Thai League. Für den Club absolvierte er 30 Erstligaspiele. Nachdem der Club einen 17. Tabellenplatz belegt hatte, musste er den Weg in die Zweitklassigkeit antreten. In seiner letzten Saison bei Thai Honda stand er 26 mal auf dem Spielfeld. Ende 2019 gab Thai Honda bekannt, dass sich der Verein aus der Liga zurückzieht. Der Erstligaabsteiger Chiangmai FC aus Chiangmai nahm ihn ab 2020 unter Vertrag. Hier stand er bis zum Ende der Saison 2021/22 unter Vertrag. Für Chiangmai absolvierte er 45 Ligaspiele. Im Juni 2022 verpflichtete ihn der Zweitligaaufsteiger Nakhon Si United FC. Die Saison 2023/24 wurde er mit dem Verein Tabellenfünfter und qualifizierte sich somit für die Aufstiegsspiele zur ersten Liga. Hier konnte man sich jedoch nicht gegen den Rayong FC durchsetzen und verblieb in der zweiten Liga. Nach 46 Ligaspielen, in denen er einen Treffer erzielte, wurde sein Vertrag im Sommer 2024 nicht verlängert. Im Juli 2024 nahm ihn der ebenfalls in der zweiten Liga spielende Samut Prakan City FC unter Vertrag. Für den Verein aus Samut Prakan bestritt er 15 Ligaspiele. Im Dezember 2024 kehrte er zu seinem ehemaligen Verein Nakhon Si United zurück. Nach drei Ligaspielen wurde sein Vertrag im Sommer 2025 nicht verlängert. Im Juli 2025 nahm ihn der Drittligist Nara United FC aus unter Vertrag. Mit dem Verein aus Narathiwat spielt er in der Southern Region der Liga.